# Komorniki
Komorniki (deutsch Kummernick, 1943–1945 Kömmernick) ist ein Dorf und Sitz der gleichnamigen Landgemeinde im Powiat Poznański der Woiwodschaft Großpolen in Polen.

## Gemeinde
Zur Landgemeinde Komorniki gehören acht Ortsteile (deutsche Namen bis 1945) mit einem Schulzenamt.
| Chomęcice (Chomencice) Głuchowo (Hagedorn) Komorniki (Komorniki, 1943–1945 Kömmernick) Łęczyca (Lenschütz) | Plewiska (Plewisk, 1939–1945 Asengarten) Rosnówko (Rosenhagen) Szreniawa (Maertensberg) Wiry (Immenreut) |

Weitere Ortschaften der Gemeinde sind Jarosławiec (Kleinau), Kątnik (Waldeck), Rosnowo (Rosenwege), Walerianowo und Wypalanki (Brand Forst).